# GOSR1
GOSR1‏ (Golgi SNAP receptor complex member 1) هوَ بروتين يُشَفر بواسطة جين GOSR1 في الإنسان.